# Renegade (Automarke)
Renegade ist eine britische Automarke.

## Markengeschichte
Philip Pell und John Abrahams gründeten in den 1960er Jahren in London das Unternehmen Pell Abrahams Broadcasting Corporation und importieren VW-Buggies von Glassco aus den USA. 1970 begann die eigene Produktion von Automobilen und Kits. Der Markenname lautete Renegade. Bob Ridgard von Four Seasons Buggy aus London war einer der Verkäufer. 1971 übernahm er auch die Produktion. GP Projects aus Princes Risborough übernahm das Projekt zwischen 1975 und 1976. Nach einer längeren Pause setzte James Hale von GT Mouldings aus Portslade 1995 die Produktion fort. Seit 2003 produziert KMR Beach Buggies aus Birmingham unter Leitung von Martyn und Rob Falk die Fahrzeuge. Insgesamt entstanden bisher etwa 320 Exemplare. Laut Allcarindex wurden die Fahrzeuge bis 2011 gebaut.
Der Export erfolgte bisher in die USA, nach Belgien, Frankreich, Deutschland, Spanien, Griechenland, Schweden, Malta, Island, auf die Kanarischen Inseln, nach Saudi-Arabien, Singapur und auf die Westindischen Inseln.
Es gibt keine Verbindung zu Renegade Speedsters aus Norfolk, die seit 2008 Nachbildungen des Porsche 356 Speedster anbieten und den gleichen Markennamen verwenden.

## Fahrzeuge
Das einzige noch in Produktion befindliche Modell ist ein VW-Buggy. Die Basis bildet ein Fahrgestell vom VW Käfer. Während zu Beginn nur gekürzte Fahrgestelle verwendet wurden, ist seit 1973 auch eine Ausführung für ein ungekürztes Fahrgestell im Angebot. Zu Beginn kostete ein Bausatz inklusive der gebogenen Windschutzscheibe vom Ford Anglia 145 Pfund. Bisher entstanden etwa 310 Exemplare.
Zwischen 1973 und 1974 gab es auch das Modell T. Es entsprach dem Jet von Apal und war ebenfalls ein Buggy auf einem ungekürzten VW-Käfer-Fahrgestell. Nur zehn Fahrzeuge entstanden. Perfect Plastics aus Philadelphia fertigte später in den USA das Modell und vermarktete es als Tuff Tub Buggy.